# Дронова, Тамара Викторовна
Тамара Викторовна Дронова (в девичестве — Балаболина; род. 13 августа 1993, Краснозаводск) — российская трековая и шоссейная велогонщица, призёр чемпионатов Европы и Европейских игр 2019 на треке. Мастер спорта международного класса. Участница Летних Олимпийских игр 2024.

## Биография
До 15 лет занималась лыжными гонками в которых становилась победительницей зимнего первенства России и летнего чемпионата на лыжероллерах. Потом перешла в велоспорт.

## Достижения

### Трек
2014
Чемпионат Европы
2-я в командной гонке с Александрой Чекиной, Ириной Моличевой, Александрой Гончаровой и Евгенией Романютой
2015
Чемпионат Европы
2-я в командной гонке с Гульназ Бадыковой, Александрой Чекиной и Марией Савицкой
2019
Европейские игры
3-я в индивидуальной гонке

### Шоссе
2015
3-я на чемпионате России — индивидуальная гонка
2020
3-я на чемпионате России — индивидуальная гонка
2021
 чемпионате России — индивидуальная гонка
3-я на чемпионате России — групповая гонка
2022
 Чемпионат России — индивидуальная гонка
 Чемпионат России — групповая гонка
2023
 Чемпионат России — индивидуальная гонка
 Чемпионат России — групповая гонка